# Луэллин, Ричард
Ричард Дафидд Вивиан Луэллин Ллойд (англ. Richard Dafydd Vivian Llewellyn Lloyd), известный как Ричард Луэллин (англ. Richard Llewellyn, 8 декабря 1906 — 30 ноября 1983) — британский писатель-романист.
Родился в Хендоне в семье валлийцев. На протяжении большей части своей жизни он много путешествовал, жил в гостиницах по всему миру, где писал свои романы. Во многих его произведениях центральным местом действия является Уэльс, наиболее известным из которых стал роман «Как зелена была моя долина», вышедший в 1939 году, и экранизированный в Голливуде двумя годами позже.
В годы Второй мировой войны служил в рядах британской армии, получив к концу войны звания капитана гвардейцев. После войны в качестве журналиста освещал Нюрнбергский процесс, а затем работал в качестве сценариста для голливудской студии «MGM». В конце жизни Луэллин проживал в израильском городе Эйлат. Скончался в Лондоне в 1983 году в возрасте 76 лет.

## Произведения
- 1939 — Как зелена была моя долина
- 1943 — Только одинокое сердце
- 1955 — Сладкая ведьма
- 1964 — Человек в зеркале
- 1975 — Зелёной стала вновь моя долина
- 1979 — Ночь ярких звёзд
- 1982 — Стою на тихом берегу